# Paris Football Club 2019-2020 (femminile)
Questa voce raccoglie le informazioni riguardanti la squadra femminile del Paris Football Club nelle competizioni ufficiali della stagione  2019-2020.

## Divise e sponsor
La grafica delle divise è la stessa del Paris FC maschile. Lo sponsor tecnico è Nike, mentre lo sponsor ufficiale è VINCI, operatore globale nel settore delle costruzioni e delle concessioni.
| Casa | Trasferta |

## Organigramma societario
Come da sito ufficiale.
Area tecnica
- Allenatore: Sandrine Soubeyrand
- Vice allenatore: Alexandre Lafitte
- Allenatore dei portieri: Thierry Beaune
- Preparatore atletico: Maxence Pieulhet
- Fisioterapisti: Marc-André Manchaud, Marine Mazoyer

## Rosa
Rosa, ruoli e numeri di maglia come da sito ufficiale e footofeminin.fr, aggiornati al 27 agosto 2019.
| N. |                     | Ruolo | Calciatrice               |
| -- | ------------------- | ----- | ------------------------- |
| 1  | Francia (bandiera)  | P     | Camille Pecharman         |
| 2  | Francia (bandiera)  | D     | Caroline Pimentel         |
| 8  | Francia (bandiera)  | C     | Alice Benoît              |
| 9  | Francia (bandiera)  | A     | Mathilde Bourdieu         |
| 10 | Francia (bandiera)  | C     | Annaïg Butel              |
| 11 | Francia (bandiera)  | A     | Clara Matéo               |
| 12 | Francia (bandiera)  | C     | Oriane Jean-François      |
| 13 | Germania (bandiera) | D     | Marith Müller-Prießen     |
| 14 | Francia (bandiera)  | C     | Cindy Ferreira            |
| 16 | Svizzera (bandiera) | P     | Natascha Honegger         |
| 17 | Francia (bandiera)  | A     | Gaëtane Thiney (capitano) |

| N. |                      | Ruolo | Calciatrice                 |
| -- | -------------------- | ----- | --------------------------- |
| 18 | Svizzera (bandiera)  | C     | Coumba Sow                  |
| 19 | Francia (bandiera)   | D     | Théa Greboval               |
| 20 | Finlandia (bandiera) | A     | Linda Sällström             |
| 21 | Francia (bandiera)   | D     | Celya Barclais              |
| 22 | Francia (bandiera)   | C     | Sophie Vaysse               |
| 23 | Svizzera (bandiera)  | A     | Eseosa Aigbogun             |
| 26 | Francia (bandiera)   | C     | Mélanie Ribeiro De Carvalho |
| 27 | Francia (bandiera)   | D     | Julie Soyer                 |
| 28 | Francia (bandiera)   | A     | Camille Catala              |
| 29 | Germania (bandiera)  | D     | Claire Savin                |
|    | Francia (bandiera)   | D     | Rachel Diganamasso          |

## Calciomercato

### Sessione estiva
| Acquisti | Acquisti              | Acquisti           | Acquisti   |
| R.       | Nome                  | da                 | Modalità   |
| -------- | --------------------- | ------------------ | ---------- |
| D        | Marith Müller-Prießen | 1. FFC Francoforte | definitivo |
| D        | Claire Savin          | Sand               | definitivo |
| C        | Coumba Sow            | Zurigo             | definitivo |

| Cessioni | Cessioni           | Cessioni        | Cessioni   |
| R.       | Nome               | a               | Modalità   |
| -------- | ------------------ | --------------- | ---------- |
| P        | Karima Benameur    | Manchester City | definitivo |
| D        | Lou Bénard         | La Roche ESOF   | definitivo |
| D        | Estelle Cascarino  | Bordeaux        | definitivo |
| D        | Elisa De Almeida   | Montpellier     | definitivo |
| C        | Michaela Abam      | Betis           | definitivo |
| C        | Charlotte Bilbault | Bordeaux        | definitivo |
| C        | Inès Jaurena       | Bordeaux        | definitivo |
| A        | Marina Makanza     | Fleury          | definitivo |
| A        | Chloé Pierel       | Stade Reims     | definitivo |

### Sessione invernale
| Acquisti | Acquisti | Acquisti | Acquisti |
| R.       | Nome     | da       | Modalità |
| -------- | -------- | -------- | -------- |
|          |          |          |          |

| Cessioni | Cessioni      | Cessioni          | Cessioni      |
| R.       | Nome          | a                 | Modalità      |
| -------- | ------------- | ----------------- | ------------- |
| D        | Kaleigh Riehl | Racing Louisville | fine prestito |
| A        | Evelyne Viens | NJ/NY Gotham      | fine prestito |

## Risultati

### Division 1

#### Girone di andata
| Arbitro: | Elbour |

|                                 |           |            |
| Thiney 38’ Soyer 42’ Catala 45’ | Marcatori | 85’ Carage |

| Angoulême 7 settembre 2019, ore 14:30 CEST 2ª giornata | Soyaux  | 0 – 0 referto | Paris FC | Stadio Camille Lebon (479 spett.)\| Arbitro: \| Coppola \| |
| Arbitro:                                               | Coppola |               |          |                                                            |

| Arbitro: | Bartnik |

|                             |           |                         |
| Catala 48’ Butel 76’ (rig.) | Marcatori | 6’ Rougemont 30’ Gordon |

| Arbitro: | Vanderstichel |

|                               |           |           |
| Sällström 30’, 36’ Catala 60’ | Marcatori | 62’ Zahot |

| Arbitro: | Elodie Coppola |

|                                             |           |  |
| Renard 45’ Hegerberg 47’, 88’ Le Sommer 61’ | Marcatori |  |

| Arbitro: | Savina Elbour |

|                 |           |  |
| Katoto 33’, 55’ | Marcatori |  |

| Arbitro: | Soriano |

|                     |           |                                                 |
| Catala 5’ Soyer 48’ | Marcatori | 27’, 86’, 90+1’ Gauvin 39’ Dekker 84’ Petermann |

| Arbitro: | Vanderstichel |

|  |           |            |
|  | Marcatori | 28’ Catala |

| Arbitro: | Vanderstichel |

|                             |           |  |
| Fleury 73’ Oparanozie 90+2’ | Marcatori |  |

| Arbitro: | Maubacq |

|  |           |                                        |
|  | Marcatori | 34’ Shaw 41’ Asseyi 73’ (aut.) Prießen |

| Arbitro: | Laur |

|                                |           |                                |
| Corboz 86’ (rig.) Malard 90+1’ | Marcatori | 1’, 35’ Sällström 90+2’ Thiney |

#### Girone di ritorno
| Arbitro: | Elodie Coppola |

|  |           |                                     |
|  | Marcatori | 25’ Katoto 46’ Khelifi 74’ Lawrence |

| Arbitro: | Vanderstichel |

|               |           |                             |
| Karchaoui 41’ | Marcatori | 59’ Oparanozie 62’ Bourdieu |

| Arbitro: | Guillot |

|           |           |  |
| Matéo 59’ | Marcatori |  |

| Arbitro: | Guillemin |

|  |           |                                 |
|  | Marcatori | 5’ Sow 50’, 65’ Matéo 71’ Savin |

| Bondoufle 22 febbraio 2020, ore 14:30 CEST 16ª giornata | Paris FC  | 0 – 0 referto | Stade Reims | Stadio Robert Bobin (319 spett.)\| Arbitro: \| Guillemin \| |
| Arbitro:                                                | Guillemin |               |             |                                                             |

| 15 marzo 2020, ore 14:45 CET 17ª giornata | Paris FC | – Annullata | Guingamp |  |

| 28 marzo 2020, ore --:-- CET 18ª giornata | Metz | – Annullata | Paris FC |  |

| Le Bouscat 4 aprile 2020, ore 15:00 CEST 19ª giornata | Bordeaux | – Annullata | Paris FC | Stade Sainte-Germaine |

| 18 aprile 2020, ore --:-- CEST 20ª giornata | Paris FC | – Annullata | Fleury |  |

| 16 maggio 2020, ore CEST 21ª giornata | Olympique Marsiglia | – Annullata | Paris FC |  |

| 30 maggio 2020, ore CEST 22ª giornata | Paris FC | – Annullata | Olympique Lione |  |

### Coppa di Francia
| Arbitro: | Beyer |

|                                   |                      |                                       |
| Sow 44’                           | Marcatori            | 33’ (rig.) Asseyi                     |
| Thiney Bourdieu Soyer Matéo Butel | Tiri di rigore 4 – 5 | Lavogez Asseyi Lardez Bibault Jaurena |

## Statistiche

### Statistiche di squadra
| Competizione     | Punti | In casa | In casa | In casa | In casa | In casa | In casa | In trasferta | In trasferta | In trasferta | In trasferta | In trasferta | In trasferta | Totale | Totale | Totale | Totale | Totale | Totale | DR |
| Competizione     | Punti | G       | V       | N       | P       | Gf      | Gs      | G            | V            | N            | P            | Gf           | Gs           | G      | V      | N      | P      | Gf     | Gs     | DR |
| ---------------- | ----- | ------- | ------- | ------- | ------- | ------- | ------- | ------------ | ------------ | ------------ | ------------ | ------------ | ------------ | ------ | ------ | ------ | ------ | ------ | ------ | -- |
| Division 1       | 24    | 8       | 3       | 2       | 3       | 11      | 15      | 8            | 4            | 1            | 3            | 10           | 11           | 16     | 7      | 3      | 6      | 21     | 26     | -5 |
| Coppa di Francia | -     | 1       | 0       | 1       | 0       | 1       | 1       | .            | .            | .            | .            | .            | .            | 1      | 0      | 1      | 0      | 1      | 1      | 0  |
| Totale           | -     | 9       | 3       | 3       | 3       | 12      | 16      | 8            | 4            | 1            | 3            | 10           | 11           | 17     | 7      | 4      | 6      | 22     | 27     | -5 |

### Andamento in campionato
| Giornata  | 1 | 2 | 3 | 4 | 5 | 6 | 7 | 8 | 9 | 10 | 11 | 12 | 13 | 14 | 15 | 16 | 17 | 18 | 19 | 20 | 21 | 22 |
| --------- | - | - | - | - | - | - | - | - | - | -- | -- | -- | -- | -- | -- | -- | -- | -- | -- | -- | -- | -- |
| Luogo     | C | T | C | C | T | T | C | T | T | C  | T  | C  | T  | C  | T  | C  | -  | -  | -  | -  | -  | -  |
| Risultato | V | N | N | V | P | P | P | V | P | P  | V  | P  | V  | V  | V  | N  | -  | -  | -  | -  | -  | -  |
| Posizione | 4 | 5 | 5 | 5 | 5 | 6 | 6 | 5 | 6 | 7  | 6  | 7  | 6  | 6  | 6  | 5  | -  | -  | -  | -  | -  | -  |

Legenda:

Luogo: C = Casa; T = Trasferta. Risultato: V = Vittoria; N = Pareggio; P = Sconfitta.

### Statistiche delle giocatrici
| Giocatore   | Division 1 | Division 1 | Division 1  | Division 1 | Coppa di Francia | Coppa di Francia | Coppa di Francia | Coppa di Francia | Totale   | Totale | Totale      | Totale     |
| Giocatore   | Presenze   | Reti       | Ammonizioni | Espulsioni | Presenze         | Reti             | Ammonizioni      | Espulsioni       | Presenze | Reti   | Ammonizioni | Espulsioni |
| ----------- | ---------- | ---------- | ----------- | ---------- | ---------------- | ---------------- | ---------------- | ---------------- | -------- | ------ | ----------- | ---------- |
| E. Aigbogun | 14         | 0          | 1           | 0          | 1                | 0                | 0                | 0                | 15       | 0      | 1           | 0          |